# Charles Lewis (dziennikarz)

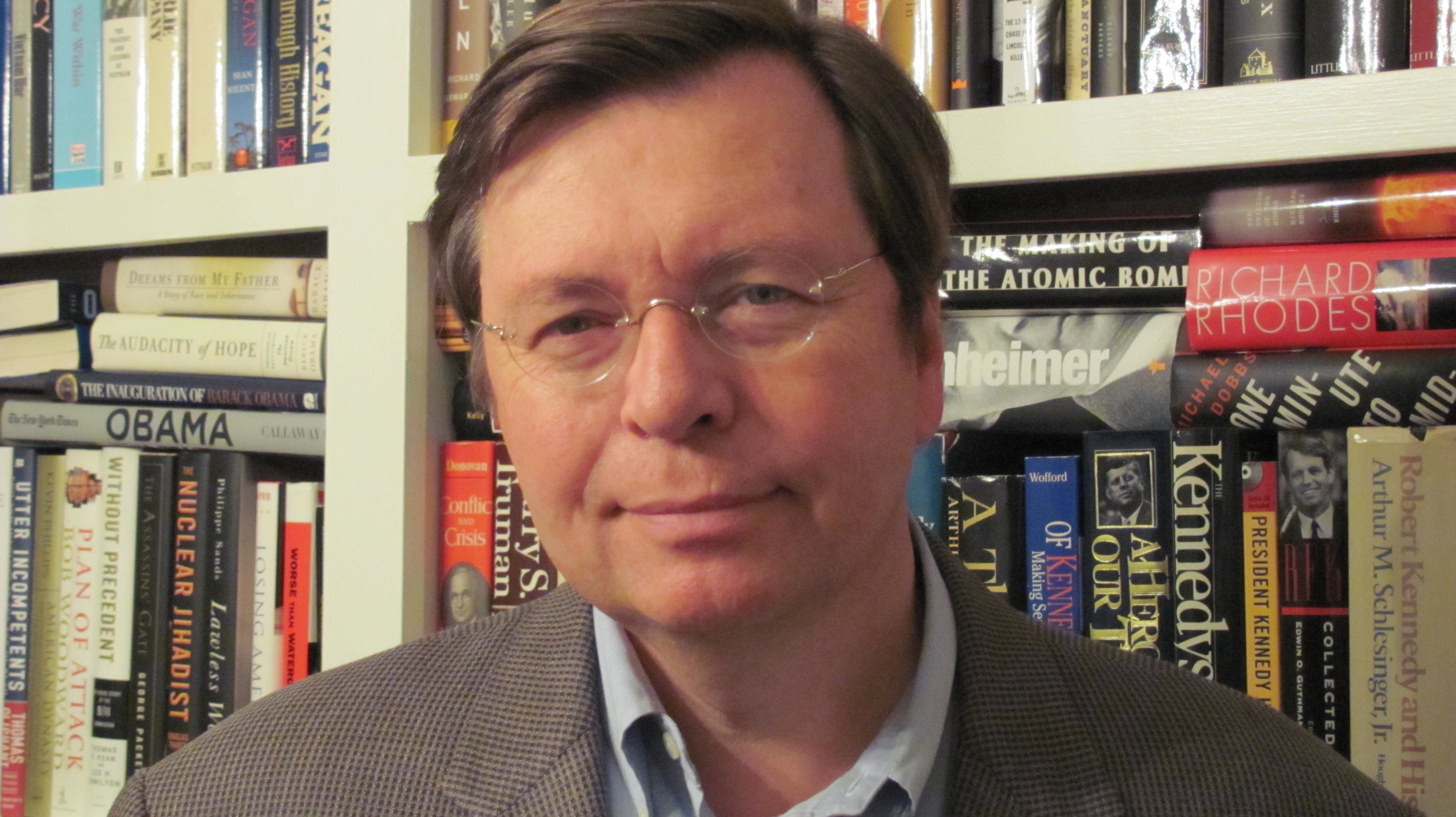
Charles Lewis w 2010 roku

Charles Lewis (ur. 30 października 1953) – amerykański publicysta, były producent programu "60 minut" (60 Minutes). W 1989 r. porzucił szeregi dziennikarzy komercyjnych, zakładając Center for Public Integrity (Centrum Uczciwości Publicznej), bezpartyjne zrzeszenie osób relacjonujących działania rządowe i polityczne. Uzasadniając swoje odejście z dziennikarstwa komercyjnego, Lewis wyraził frustrację, iż najważniejsze zagadnienia dnia nie były poruszane przez dziennikarzy komercyjnych.

## Działalność
W 2003 Lewis i jego Centrum zdobyło "Nagrodę George'a Polka" (George Polk Awards) w kategorii dziennikarstwo internetowe za projekt Windfalls of War – ujawniający nieprawidłowości przy finansowaniu inwestycji w Iraku.
W przeciągu ostatnich ośmiu lat nagradzany przeszło 30 razy. Jego Centrum opublikowało 14 książek, wliczając w to ostatnią The Buying of the President 2004. Wcześniej skupiając się na ich drukowanym biuletynie The Public, teraz główną uwagę koncentrują na stronie internetowej, aby dzielić się swymi śledczymi ustaleniami, które rozprzestrzeniają na ogólnoświatowych zasadach dziennikarstwa społecznego. Krytycy Centrum zarzucają mu polityczne sympatyzowanie, jednak Lewis wskazuje na to, że opisywał również takie tematy jak skandale z "Clintonowską Sypialnią Lincolna" (Clinton's Lincoln Bedroom) jak również szereg ostatnich kontrowersji związanych z administracją prezydenta Busha.
W 2003 roku dziennikarz śledczy wystąpił w filmie dokumentalnym "Orwell przewraca się w grobie" (Orwell Rolls in His Grave), omawiając ukryte mechanizmy funkcjonowania mediów, rolę, jaką powinny pełnić, czym aktualnie są oraz w jaki sposób kształtują (w stopniu dochodzącym niemal do kontrolowania) politykę w Stanach Zjednoczonych.
Komentował przygnębiający stan relacjonowania wydarzeń politycznych w Stanach Zjednoczonych, który cierpiał i nadal cierpi na powszechne braki kadrowe. Omawiał również niezdolność mediów do wypełnienia swej służby publicznej, czyli utrzymywaniu opinii publicznej poinformowanej w czasie, gdy rynek telewizyjny, prasowy i radiowy są niemal całkowicie w rękach kilku głównych korporacji, takich jak General Electric, Disney, News Corporation – oraz jak interesy tych wielkich konglomeratów sterują ścieżkami tego, w co wierzymy, że jest dzisiaj "obiektywnym dziennikarstwem".
W listopadzie 2004 wystąpił w satyrycznym programie Jona Stewarta "The Daily Show", wyrażając swoje zaniepokojenie odnośnie do systemu finansowania kampanii prezydenckich w USA. Zaprezentował również widzom swoją książkę pt. The Buying of the President 2004.
W tym samym roku wystąpił również we francuskim filmie dokumentalnym "Świat według Busha" (Le monde selon Bush, ang. tytuł The World According to Bush) w reżyserii Williama Karela poświęconemu historii rodziny Bushów.
W 2005 udzielił również wywiadu na potrzeby filmu dokumentalnego w reżyserii Eugene'a Jareckiego Why We Fight, omawiając amerykański kompleks militarno–przemysłowy oraz wojny prowadzone przez Stany Zjednoczone Ameryki w ostatnich 50 latach. W swym wystąpieniu Lewis podawał szczegóły powiązań Dicka Cheneya z Halliburton Energy Services resp., ich subsydiów dla KBR Inc., komercjalizacji wojny, wojny jako prekursora ekonomicznego kolonializmu i o "większości rządowych decyzji", które są "w rzeczywistości dyktowane przez potężne korporacyjne interesy".
W 2006 pojawił się w filmie dokumentalnym "Irak na sprzedaż. Wojenni spekulanci" (Iraq for Sale: The War Profiteers) w reżyserii Roberta Greenwalda, omawiając nieprawidłowości związane z finansowaniem rządowych kontraktów dla firm odbudowujących Irak, jak również brak zainteresowania kongresmenów i rządowych oficjeli tym tematem.

## Życie osobiste
W przeszłości rozwiedziony. Aktualnie żonaty z Pamelą Gilbert (ur. 3 października 1958), byłą przewodniczącą Komisji ds. Bezpieczeństwa Produktów (Consumer Product Safety Commission), która aktualnie pracuje dla przedsiębiorstwa prawnego w District of Columbia.